# Branca de Neve e os Sete Peões
Branca de Neve e os Sete Peões foi um especial exibido pelo SBT em 5 de setembro de 2004, às 22h30,  baseado na história da Branca de Neve e os Sete Anões, e estrelado pela apresentadora Hebe Camargo.
A paródia, dirigida por Simone Lopes, tem como cenário uma fazenda que, para homenagear o sr. Fego Camargo, pai da apresentadora, chama-se "Fazenda do Feguinho". Hebe interpreta Branca de Neve, Juan Alba faz o "príncipe cowboy" Zorro da Silva, Rionegro é Xodaqui (o melhor amigo do príncipe), Lú Grimaldi é a "bruxa fazendeira" Amanda e Gésio Amadeu é o faz-tudo Valdenor.
Os Sete Peões são interpretados pelos cantores Sérgio Reis, Jair Rodrigues, Reginaldo Rossi, Solimões, pelo apresentador Ratinho e pelos atores Eri Johnson e Raul Gazolla.